# Alpaida leucogramma
Alpaida leucogramma là một loài nhện trong họ Araneidae.
Loài này thuộc chi Alpaida. Alpaida leucogramma được miêu tả năm 1841 bởi White.